# 케이티 브랜드
케이티 브랜드(영어: Katy Brand, 1979년 1월 13일 ~ )는 잉글랜드의 배우이자 희극인이다.

## 출연 작품
- 할리데이 (2014)
- 스뱅갈리 (2013)
- 내니 맥피 2 - 유모와 마법소동 (2010)